# Görau (Weidenberg)
Görau ist ein Gemeindeteil des Markts Weidenberg im Landkreis Bayreuth (Oberfranken, Bayern). Görau liegt in der Gemarkung Döhlau.

## Lage
Das Dorf liegt in Hanglage zum Kühberg (553 m ü. NHN). Westlich des Ortes entspringt der Göraubach, der rechte Quellfluss des Bärenbächleins. Eine Anliegerstraße führt 250 Meter westlich zu einer Gemeindeverbindungsstraße, die nach Döhlau (1,2 km westlich) bzw. nach Ützdorf verläuft (1,4 km südlich).

## Geschichte
Der Ort wurde erstmals im Landbuch B aus dem Jahre 1392 als „Gorein“ erwähnt. Der Ortsname leitet sich ab von gora (slaw. für die Bergsassen).
Gegen Ende des 18. Jahrhunderts gab es in Görau acht Anwesen. Die Hochgerichtsbarkeit stand dem bayreuthischen Stadtvogteiamt Bayreuth zu. Die Dorf- und Gemeindeherrschaft hatte das Hofkastenamt Bayreuth. Grundherren waren das Hofkastenamt Bayreuth (1 Hof), die Hofkanzlei Bayreuth (1 Haus), das Amt Weidenberg (1 Gut), das Verwalteramt Ramsenthal (1 Söldengut), das Rittergut Neudrossenfeld (1 Hof, 1 Tropfhaus) und das Hospital Bayreuth (1 Gut, 1 Sölde).
Von 1797 bis 1810 unterstand Görau dem Justiz- und Kammeramt Bayreuth. Nachdem im Jahr 1810 das Königreich Bayern das Fürstentum Bayreuth käuflich erworben hatte, wurde der Ort bayerisch. Infolge des Gemeindeedikts wurde Görau 1812 dem Steuerdistrikt Untersteinach. Zugleich entstand die Ruralgemeinde Görau. Sie war in Verwaltung und Gerichtsbarkeit dem Landgericht Weidenberg zugeordnet und in der Finanzverwaltung dem Rentamt Bayreuth. Zwei Anwesen unterstanden bis 1843 dem Patrimonialgericht Neudrossenfeld. Mit dem Gemeindeedikt von 1818 wurde Görau nach Döhlau eingegliedert. Im Zuge der Gebietsreform in Bayern wurde Görau am 1. Mai 1978 nach Weidenberg eingemeindet.

## Religion
Görau ist seit der Reformation evangelisch-lutherisch geprägt und nach Nemmersdorf gepfarrt.